# فارمینگتون (ویرجینیا)
فارمینگتون (به انگلیسی: Farmington) یک منطقهٔ مسکونی در ایالات متحده آمریکا است که در شهرستان البمارل، ویرجینیا واقع شده‌است.